# Newby-McMahon Building
El Newby-McMahon Building, comúnmente conocido como World's littlest skyscraper (o sea 'el rascacielos más pequeño del mundo'), está ubicado en 701 La Salle (en la esquina de las calles Seventh y La Salle) en el centro de Wichita Falls, en el estado de Texas (Estados Unidos). Es una estructura de ladrillo rojo y piedra fundida de estilo neoclásico tardío. Mide 12,2 m alto, y sus dimensiones exteriores son 5,5 m de profundidad y 3 de ancho. Sus dimensiones interiores son aproximadamente 3,7 m por 2,7 m, o unos 10 m². Las escaleras internas empinadas y estrechas que conducen a los pisos superiores ocupan aproximadamente el 25 por ciento del área interior.
Según se informa, el resultado de un plan de inversión fraudulento por parte de un hombre de confianza, fue una fuente de gran vergüenza para la ciudad y sus residentes después de su finalización en 1919. Durante la década de 1920, apareció en Ripley's Believe It or Not de Robert Ripley. columna sindicada como "el rascacielos más pequeño del mundo", un apodo que se le ha pegado desde entonces. Es parte del distrito histórico de Depot Square de Wichita Falls, un lugar histórico de Texas.

## Antecedentes
Un gran depósito de petróleo fue descubierto al oeste de la ciudad de Burkburnett, una pequeña ciudad en el condado de Wichita en 1912. Burkburnett y las comunidades circundantes se convirtieron en ciudades en auge, experimentando un crecimiento explosivo de sus poblaciones y economías. Para 1918, se estima que 20.000 nuevos colonos habían establecido su residencia alrededor del lucrativo campo petrolífero, y muchos residentes del condado de Wichita se hicieron ricos prácticamente de la noche a la mañana. A medida que la gente llegaba a las comunidades locales en busca de trabajos bien remunerados, la ciudad cercana de Wichita Falls comenzó a ganar importancia. Aunque inicialmente carecía de la infraestructura necesaria para este repentino aumento de la actividad económica e industrial, Wichita Falls fue una elección natural para servir como centro logístico local, siendo la sede del condado de Wichita. Debido a la falta de espacio para oficinas, se llevaron a cabo importantes transacciones de acciones y acuerdos de derechos mineros en las esquinas de las calles y en tiendas de campaña que sirvieron como sede provisional para las nuevas compañías petroleras.

## Propuesta y planos
Es un edificio de ladrillos de cuatro pisos ubicado cerca de la estación del ferrocarril en el centro de Wichita Falls, construido en 1906 por Augustus Newby (1855-1909), director del ferrocarril de Wichita Falls y Oklahoma City. Compañía. La empresa de construcción de plataformas petrolíferas de JD McMahon, un ingeniero estructural y terrateniente petrolero de Filadelfia, era uno de los siete inquilinos cuyas oficinas estaban ubicadas en el edificio Newby original.
Según la leyenda local, cuando McMahon anunció en 1919 que construiría un edificio anexo al edificio Newby como una solución a la urgente necesidad de espacio de oficinas de la nueva ciudad rica, los inversores estaban ansiosos por invertir en el proyecto. McMahon recaudó 200 000 dólares estadounidenses (equivalente a 2,9 millones de dólares en 2020) en capital de inversión de este grupo de inversores ingenuos, y prometió construir un edificio de oficinas de gran altura frente al hotel St. James.
La clave de la estafa de McMahon, y su exitosa defensa en la demanda subsiguiente, fue que los documentos legales indicaban la altura como 480 " (pulgadas) en lugar de 480 ' (pies). Los inversores no parecieron darse cuenta, y McMahon nunca declaró verbalmente que la altura real del edificio sería de 480 pies (146,3 m).
 El rascacielos propuesto que se muestra en los planos que distribuyó (y que fueron aprobados por los inversores) estaba claramente etiquetado como que constaba de cuatro pisos y 480 pulgadas (12,2 m).

## Construcción y batalla legal subsiguiente
McMahon usó sus propios equipos de construcción para construir el edificio McMahon en la pequeña propiedad no utilizada junto al edificio Newby, sin obtener el consentimiento previo del propietario de la propiedad, que vivía en Oklahoma.
Los inversores entablaron una demanda contra McMahon por el tamaño del edificio, pero para su consternación, un juez local declaró legalmente vinculante el acuerdo de construcción y bienes raíces. Recuperaron una pequeña parte de su inversión de la empresa de ascensores, que se negó a cumplir el contrato después de enterarse de lo pequeño que era el edificio. No se instaló ninguna escalera en el edificio después de su finalización inicial, ya que no se incluyó ninguna en los planos originales. Por el contrario, se utilizó una escalera para acceder a los tres pisos superiores. Cuando se completó la construcción, McMahon se había ido de Wichita Falls y tal vez incluso de Texas, llevándose consigo el saldo del dinero de los inversores.

## Ocupación anticipada y posterior abandono
Tras su finalización y apertura en 1919, fue una fuente inmediata de gran vergüenza para la ciudad y sus residentes. La planta baja tenía seis escritorios que representaban a las seis empresas diferentes que ocupaban el edificio como sus inquilinos originales. Durante la mayor parte de la década de 1920, el edificio albergaba solo dos empresas. Durante la década de 1920, apareció en Ripley's Believe It or Not de Robert Ripley. columna sindicada como "el rascacielos más pequeño del mundo", que es un nombre que se ha quedado con él desde entonces.
La industria petrolera finalmente demostraría ser una maldición de los recursos para Wichita Falls, y el boom petrolero de Texas terminó solo unos años después. El edificio fue desocupado, tapiado y virtualmente olvidado en 1929 cuando la Gran Depresión golpeó el norte de Texas y el espacio de oficinas se volvió relativamente barato para alquilar o comprar. Un incendio destruyó el edificio en 1931, dejándolo inutilizable durante varios años.
Después de la Gran Depresión, el edificio albergó a una sucesión de inquilinos, incluidas peluquerías y cafés. El edificio cambió de manos muchas veces y estaba programado para su demolición en varias ocasiones, pero aparentemente escapó a este destino porque un número suficiente de residentes locales acudió en su defensa. Finalmente fue cedido a la ciudad de Wichita Falls. A medida que el edificio continuaba deteriorándose, en 1986 la ciudad cedió el edificio a la Wichita County Heritage Society (WCHS), con la esperanza de que eventualmente fuera restaurado, convirtiéndolo en una parte viable del Distrito Histórico de Depot Square.

## Compra y renovación
En 1999, el Newby-McMahon Building había demostrado ser una carga excesiva para las limitadas reservas de capital de la WCHS.
 Al año siguiente, el ayuntamiento contrató al estudio de arquitectura local de Bundy, Young, Sims & Potter para estabilizar la estructura en ruinas, en medio de una creciente conversación sobre la demolición del edificio. Dick Bundy y sus socios quedaron fascinados con la historia y el legado del edificio; acordaron una sociedad con Marvin Groves Electric, otra empresa local, para comprar el edificio. En diciembre de 2000, el ayuntamiento votó para permitir que WCHS vendiera el edificio a Marvin Groves por 4438 dólares.
El 11 de junio de 2003, una tormenta azotó Wichita Falls, trayendo ráfagas de viento de hasta 97 millas por hora (156,1 km/h). A 4,6 m se derribó una sección de la pared de ladrillos del complejo del edificio McMahon. Se reparó el daño de esta tormenta, pero la restauración completa del edificio y el edificio adyacente Newby se retrasó hasta finales de 2005. En junio de ese año, el Concejo Municipal otorgó 25 000 dólares (equivalente a 33 041 dólares en 2020) en fondos del fondo de financiamiento del incremento de impuestos de la ciudad, para ser invertidos en la restauración del Edificio McMahon. Se estima que la restauración del edificio costó más de 254 000 dólares (equivalente a 336 200 dólares en 2020), el resto lo pagaron los propietarios (Bundy, Young, Sims & Potter, Inc. y Marvin Groves Electric).

## Estado actual
El Newby-McMahon Building ha sobrevivido a tornados, un incendio y décadas de abandono. El edificio forma parte actualmente del distrito histórico de Depot Square de Wichita Falls, que ha sido declarado Monumento Histórico de Texas y figura en el Registro Nacional de Lugares Históricos. El edificio nunca ha cumplido los criterios para la definición de rascacielos, ni siquiera el de un edificio de gran altura. Después de su renovación, el edificio albergó un concesionario de antigüedades, el Antique Wood, que se inauguró en 2006 en la planta baja. Desde 2013, además de ser una atracción turística local, una boutique de envío de muebles y decoración del hogar, Hello Again ocupa todo el edificio. A veces, los pisos del rascacielos se han subarrendado a varios artesanos locales.
Es uno de los edificios históricos que aparecen en el documental Wichita Falls: The Future of Our Past, un análisis retrospectivo del pasado arquitectónico de la ciudad producido en 2006 por Barry Levy, un oficial de información pública de la ciudad de Wichita Falls.

## Galería

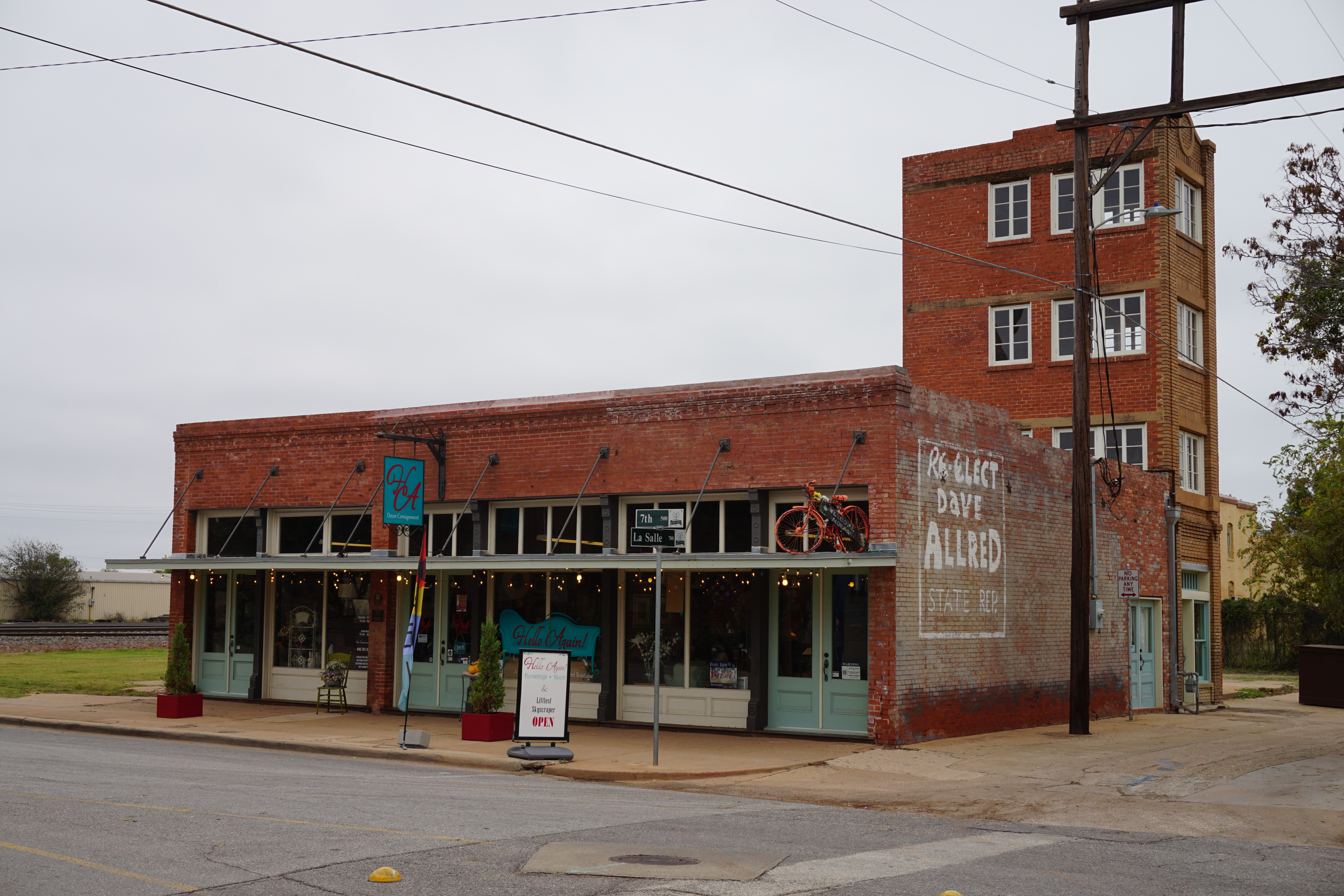
El Newby-McMahon Building en 2015
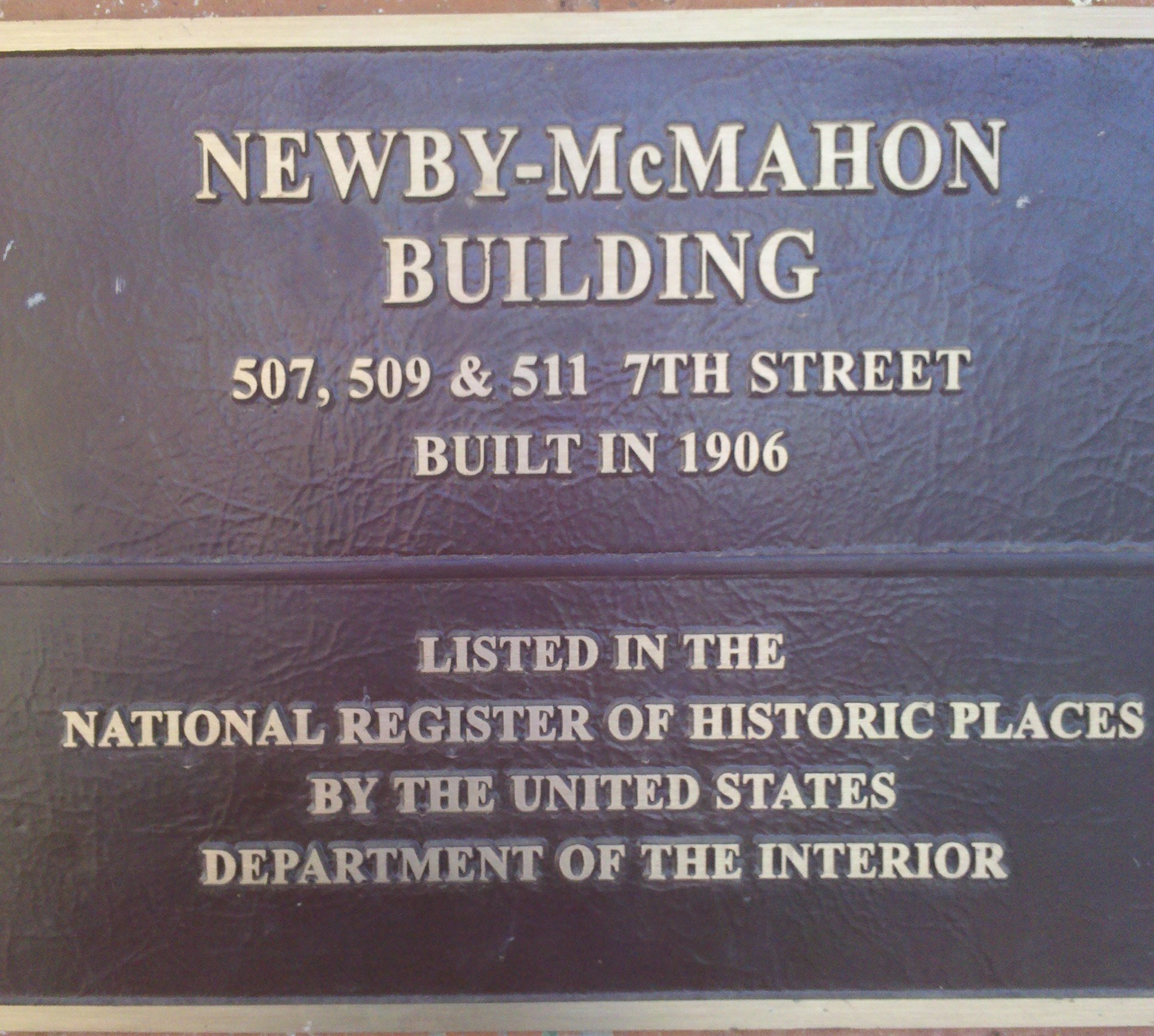
Placa conmemorativa